# Combinado nórdico nos Jogos Olímpicos de Inverno de 1972
O combinado nórdico nos Jogos Olímpicos de Inverno de 1972 consistiu de um único evento disputado por homens em Sapporo, no Japão.

## Medalhistas
| Ouro   | GDR Ulrich Wehling  |
| Prata  | FIN Rauno Miettinen |
| Bronze | GDR Karl-Heinz Luck |

## Resultados
| Posição           | Atleta                    | Pontos  |
| ----------------- | ------------------------- | ------- |
| Medalha de ouro   | GDR Ulrich Wehling        | 413,340 |
| Medalha de prata  | FIN Rauno Miettinen       | 405,505 |
| Medalha de bronze | GDR Karl-Heinz Luck       | 398,800 |
| 4                 | FIN Erkki Kilpinen        | 391,845 |
| 5                 | JPN Yuji Katsuro          | 390,200 |
| 6                 | TCH Tomáš Kučera          | 387,935 |
| 7                 | URS Aleksandr Nosov       | 387,730 |
| 8                 | NOR Kåre Olav Berg        | 384,800 |
| 9                 | GDR Günther Deckert       | 382,970 |
| 10                | FRG Ralph Pöhland         | 381,195 |
| 11                | URS Mikhail Artyukhov     | 380,185 |
| 12                | POL Kazimierz Długopolski | 375,860 |
| 13                | JPN Hideki Nakano         | 375,055 |
| 14                | NOR Kjell Åsvestad        | 374,405 |
| 15                | JPN Kazuo Araya           | 374,040 |
| 16                | ITA Ezio Damolin          | 372,220 |
| 17                | POL Stefan Hula           | 370,525 |
| 18                | GDR Hans Hartleb          | 369,505 |
| 19                | NOR Henning Weid          | 369,320 |
| 20                | FRG Urban Hettich         | 366,775 |
| 21                | USA Michael Devecka       | 362,835 |
| 22                | URS Anatoly Zaytsev       | 362,475 |
| 23                | NOR Gjert Andersen        | 360,315 |
| 24                | JPN Nobutaka Sasaki       | 359,945 |
| 25                | FRG Alfred Winkler        | 357,110 |
| 26                | TCH Ladislav Rygl         | 355,755 |
| 27                | FIN Jukka Kuvaja          | 354,385 |
| 28                | TCH Jaroslav Svoboda      | 351,605 |
| 29                | URS Vyacheslav Dryagin    | 347,525 |
| 30                | ITA Fabio Morandini       | 340,680 |
| 31                | POL Józef Gąsienica       | 339,125 |
| 32                | YUG Janez Gorjanc         | 337,520 |
| 33                | FRG Franz Keller          | 336,860 |
| 34                | USA James Miller          | 334,950 |
| 35                | FRA Jacques Gaillard      | 325,210 |
| 36                | SWE Sven-Olof Israelsson  | 323,300 |
| 37                | AUT Ulli Öhlböck          | 320,710 |
| 38                | FRA Teyck Weed            | 313,605 |
| 39                | USA Robert Kendall        | 303,635 |
| –                 | TCH Libor Foltman         | DNF     |

- Legenda: DNF = Não completou a prova (Did not finish)